# Cathair na Féinne
Cathair na Féinne (en inglés mount Caher) es una montaña de Irlanda (1.001 m s. n. m.), y se sitúa en el condado de Kerry, en la República de Irlanda, en la cadena de los Macgillicuddy's Reeks, de la cual forma parte.

## Geografía
Junto al Cathair na Féinne hay otros dos montes que superan los 1.000 metros, altitud considerable en el territorio irlandés, el Carrauntoohil (el más alto de Irlanda, 1.039 m) y el Beenkeragh (1.010 m). 

## Ascenso a la cima
Para escalar el Cathair no es necesario un equipo especial, ya que el recorrido es bastante fácil, pero las condiciones meteorológicas del monte son desde siempre variables.